# تامی اشر
تامی اشر (انگلیسی: Tommy Asher; ۲۱ دسامبر ۱۹۳۶ – ۱۱ مارس ۲۰۱۷) بازیکن فوتبال اهل بریتانیا بود.
از باشگاه‌هایی که در آن بازی کرده‌است می‌توان به باشگاه فوتبال پیتربورو یونایتد و باشگاه فوتبال نوتس کانتی اشاره کرد.
وی همچنین در تیم ملی فوتبال England Schoolboys بازی کرده‌است.